# ثابت بن عبد الله بن الزبير
أبو مصعب ثابت بن عبد الله بن الزبير بن العوام الأسدي القرشي (20 هـ - 98 هـ / 640م - 716م) من التابعين أبوه الصحابي عبد الله بن الزبير وجده الصحابي الزبير بن العوام أحد العشرة المبشرون بالجنة، وجدته لأبيه أسماء بنت الخليفة أبو بكر الصديق. وفد ثابت بن عبد الله على الخليفة عبد الملك بن مروان في دمشق فأكرمه وطالبه بأموال آل الزبير فرد عليه بعضها، ثم وفد على ابنه الخليفة سليمان بن عبد الملك وتوفي في بلدة معان بين الشام والحجاز وعمره ثمان وسبعين عاماً، قال الزبير بن بكار: «كان ثابت بن عبد الله بن الزبير بن العوام لسان آل الزبير خلداً، وفصاحةً، وبياناً».

## نسبه
- هو ثابت بن عبد الله بن الزبير بن العوام بن خويلد بن أسد بن عبد العزى بن قصي بن كلاب الأسدي القرشي يُكَنى بأبي مصعب.
- أمه هي تماضر بنت منظور بن زبان الفزارية.[2]